# Mimi (Nouvelle-Zélande)
Mimi est une localité du Nord de la région de Taranaki, dans l ’ Île du Nord de la Nouvelle-Zélande.

## Situation
Elle est située sur le trajet de la route State Highway 3/S H 3 tout près des berges du North Taranaki Bight, à 6 kilomètres au nord-est de la ville d ’ Urenui et à 26 km au sud-ouest de la ville d ’ Ahititi. Le fleuve Mimi  se déverse au-delà du village dans North Taranaki Bight,.

## Éducation
L’école de Mimi  est une école primaire mixte accueillant les enfants de l'année 1 à 6 avec un taux de décile 4 et un effectif de 27 élèves.